# Ahmed Johnson
Anthony Norris (St. Louis (Missouri), 6 juni 1963), beter bekend als Ahmed Johnson, is een Amerikaans voormalig professioneel worstelaar die actief was in de World Wrestling Federation (WWF).

## In worstelen
- Afwerking bewegingen
  - Pearl River Plunge
  - Spinebuster

- Kenmerkende bewegingen
  - Clothesline
  - DDT
  - Gorilla press slam
  - Scoop powerslam
  - Scoop slam

- Managers
  - General Skandor Akbar
  - Clarence Mason

## Kampioenschappen en prestaties
- Pro Wrestling Illustrated
  - PWI Most Improved Wrestler of the Year (1996)

- United States Wrestling Association
  - USWA Unified World Heavyweight Championship (1 keer)

- World Wrestling Federation
  - WWF Intercontinental Championship (1 keer)
  - Slammy Award
    - "New Sensation of the Squared Circle"